# Pittsfield (Nova Hampshire)
Pittsfield é uma cidade  localizada no estado americano de Nova Hampshire, no Condado de Merrimack.

## Demografia
Segundo o censo americano de 2000, a sua população era de 3931 habitantes.

## Geografia
De acordo com o United States Census Bureau tem uma área de
61,8 km², dos quais 61 km² cobertos por terra e 0,8 km² cobertos por água.

## Localidades na vizinhança
O diagrama seguinte representa as localidades num raio de 32 km ao redor de Pittsfield.